# Kunkle
Kunkle – jednostka osadnicza w Stanach Zjednoczonych, w stanie Ohio, w hrabstwie Williams.